# Francesc Tomàs Oliver
Francesc Tomàs Oliver (Selva, Mallorca, 1848 - Madrid, 1902) fou un dirigent anarquista mallorquí de caràcter anarco-col·lectivista. Va dirigir El Obrero de Palma de novembre de 1869 a octubre de 1870. A finals de 1869 era president del Centre Federal de Societats Obreres de Palma i malgrat ser el delegat més jove, assistí al primer congrés obrer estatal de Barcelona el juny de 1870, on feu un dels discursos inaugurals i va presidir l'última sessió.
L'obrerisme mallorquí es va formar a partir de l'evolució d'un grup d'obrers republicans. Tomàs havia estat membre del Partit Republicà Federal i vicepresident de l'Escola Democràtico-Republicana de Ciutat. També va ser secretari del Casino Republicà.
Fou el principal impulsor de la secció mallorquina de la Primera Internacional, s'alineà amb els bakuninistes. Participà en el congrés de Saragossa d'abril de 1872, on fou elegit secretari de la comissió federal. També assistí al congrés de Còrdova de finals de 1872. Després de la dimissió d'Anselmo Lorenzo ocupà la secretaria de la FRE de l'AIT. Temporalment residí a Alcoi, on tingué un paper destacat en el moviment insurreccional cantonalista del juliol de 1873. De 1875 a 1876 residí a Madrid i també a Barcelona. Fomentà la tornada a la legalitat del moviment obrer i formà part de la comissió federal de la FTRE del 1881 al 1883. Tornà a Madrid el 1884 i col·laborà a La Revista Social.
Participà en el congrés de Madrid de 1891 on s'intentà la reconstrucció de la FTRE. Presidí el congrés obrer de constitució de la Federació Espanyola de Resistència al Capital l'octubre de 1900.